# Kaya Scodelario
Kaya Scodelario, per esteso Kaya Rose Scodelario-Davis, nata Kaya Rose Humphrey (Haywards Heath, 13 marzo 1992), è un'attrice e modella britannica, divenuta nota per la serie televisiva Skins, per la serie di film Maze Runner e il suo ruolo di Carina Smyth nel film Pirati dei Caraibi - La vendetta di Salazar.

## Biografia
Kaya Rose Humphrey nasce il 13 marzo 1992 a Haywards Heath nel West Sussex, in Inghilterra, Regno Unito. Sua madre, Katia Scodelario, di origine brasiliana, si trasferì nel Regno Unito nel 1990. Il cognome Scodelario proviene dal nonno materno di origine italiana. Suo padre, Roger Humphrey (morto il 22 novembre 2010), era britannico. Scodelario è stata cresciuta dalla madre a Londra e ha successivamente deciso di adottarne il cognome. Parla fluentemente il portoghese. Scodelario è stata vittima di bullismo durante l'infanzia ed è dislessica, riuscendo a superare la carenza di autostima grazie alla passione per la recitazione.
Senza aver avuto esperienze recitative precedenti, nel 2007, all'età di 14 anni, la Scodelario entra a far parte del cast della serie televisiva Skins per interpretare Effy Stonem. È la protagonista più longeva di tutta la serie, essendo presente in tutte le prime quattro stagioni e detenendo il maggior numero di episodi a lei interamente dedicati (ben 6 episodi). Diventa protagonista dalla terza stagione della serie con il subentro della seconda generazione.

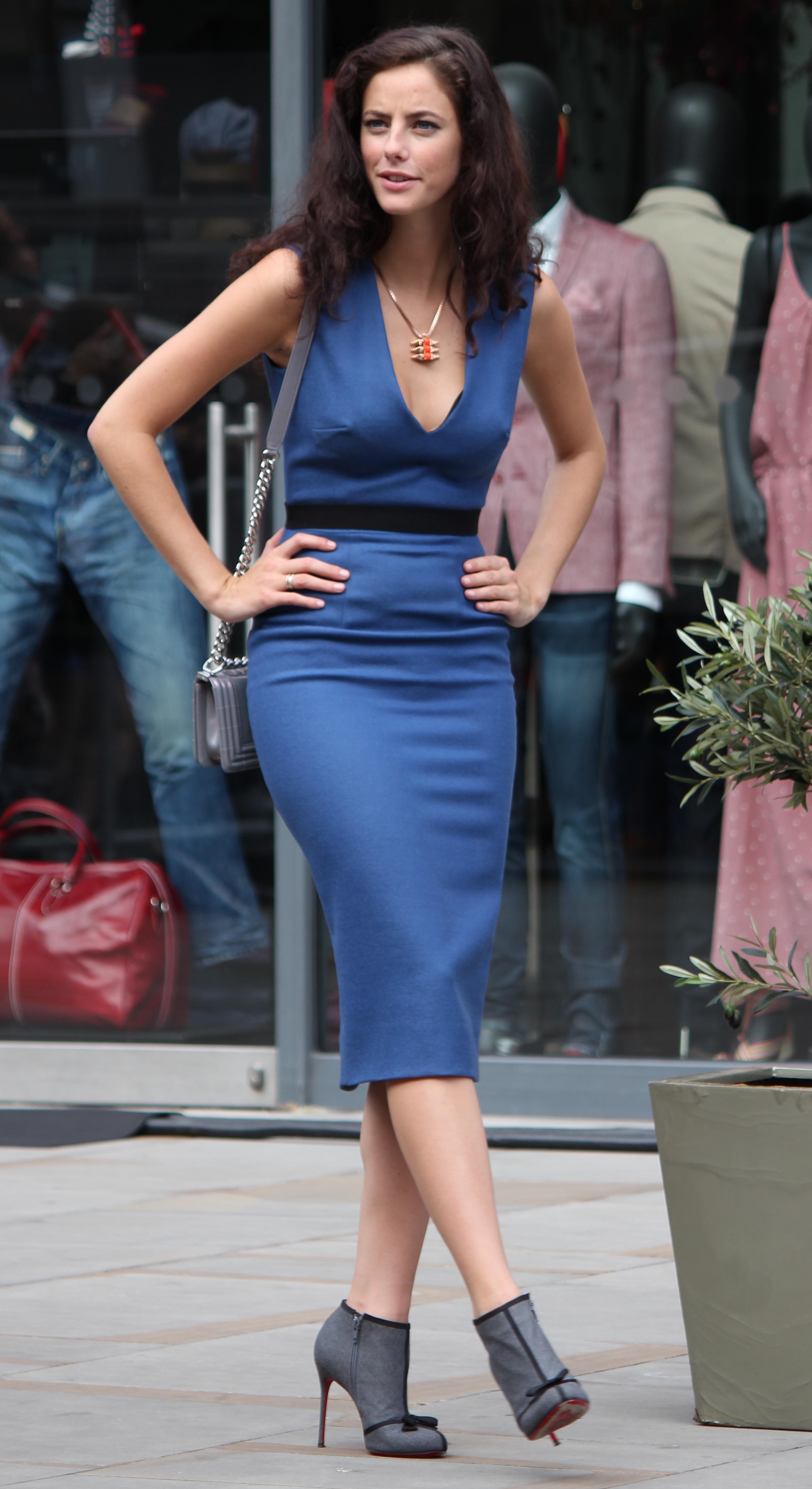
Kaya Scodelario sul set del videoclip Candy nel 2012.

Nel 2009 ottiene il suo primo ruolo cinematografico nel thriller fantascientifico Moon, seguito da un più importante ruolo da coprotagonista nel film Shank di Mo Ali, ambientato in una Londra futuristica sconvolta da guerre tra bande rivali di giovani. È anche nel cast del remake di Scontro tra titani nel ruolo di Peshet, l'ancella di Andromeda. Il suo primo ruolo da protagonista è quello di Catherine Earnshaw in Cime tempestose, adattamento del romanzo di Emily Brontë, diretto dalla regista britannica Andrea Arnold. Il film è stato presentato in concorso alla 68ª Mostra internazionale d'arte cinematografica di Venezia il 6 settembre 2011. Nel frattempo appare anche nei video di Stay Too Long, She Said, Love Goes Down e Writing's On The Wall del rapper britannico Plan B, oltre al videoclip di Old Isleworth dei The Ruskins. Nel settembre 2012 partecipa poi al videoclip del singolo di Robbie Williams, Candy.
Nel 2011, partecipa al thriller britannico Twenty8k, nei panni di Sally Weaver; a giugno, la Scodelario annuncia tramite Twitter la sua partecipazione a Now Is Good con Dakota Fanning. Il film è basato sul romanzo Voglio vivere prima di morire di Jenny Downham, basato sulla vita di una ragazza malata di leucemia che stila una lista delle dieci cose che vuole fare prima di morire. Scodelario interpreta Zoey, la migliore amica della protagonista. A settembre 2011, Scodelario entra nel cast della serie televisiva di BBC One True Love, dove interpreta Karen, interesse romantico della sua professoressa.
Nel 2013 Kaya prende parte al suo primo film di produzione statunitense, La verità su Emanuel, diretto da Francesca Gregorini. Scodelario rimpiazza Rooney Mara nel ruolo della protagonista Emanuel. A luglio 2013 è stata trasmessa dall'emittente televisiva britannica E4 la settima e ultima stagione di Skins, composta da sei episodi e incentrata quasi esclusivamente sui personaggi di Effy, Cassie e Cook. Kaya Scodelario riveste per l'ultima volta i panni di Effy Stonem nei primi due episodi della stagione, i quali prendono il nome di Skins Fire. Sempre nel 2013 entra a far parte della saga di Maze Runner nel ruolo della protagonista femminile Teresa. Nel 2014 viene distribuito Maze Runner - Il labirinto, diretto dal regista Wes Ball; il ruolo le viene scritturato anche per l'anno successivo, in occasione del sequel Maze Runner - La fuga.
Nel 2017 partecipa al quinto capitolo della popolare saga Disney, Pirati dei Caraibi, dove veste i panni dell'affascinante astronoma Carina Smyth, venendo diretta dai registi norvegesi Joachim Rønning ed Espen Sandberg. Nel 2018 esce il terzo e ultimo capitolo della saga di Maze Runner intitolato Maze Runner - La rivelazione. Le riprese, che inizialmente sarebbero dovute partire nel febbraio 2016, sono iniziate il 14 marzo. Dopo soli quattro giorni la produzione del film viene sospesa a causa di un incidente avvenuto ai danni del protagonista Dylan O'Brien. L'uscita del film, inizialmente fissata per il 17 febbraio 2017, viene posticipata al 12 gennaio 2018 per poi essere nuovamente posticipata al 1º febbraio 2018.
Nel maggio del 2019 viene distribuito nelle sale cinematografiche statunitensi il biopic Ted Bundy - Fascino criminale (Extremely Wicked, Shockingly Evil and Vile), film diretto da Joe Berlinger che vede nella parte del serial killer statunitense Ted Bundy l'attore Zac Efron. Il film è incentrato principalmente sul processo, tenutosi in Florida e presieduto dal giudice Edward D. Cowart (John Malkovich), che vede alla fine il serial killer condannato a morte e sul rapporto tra Bundy ed Elizabeth "Liz" Kendall, qui impersonata da Lily Collins. La Scodelario vi interpreta Carole Ann Boone, una vecchia amica di Bundy, ostinatamente convinta della sua innocenza, con la quale intesse una relazione durante il processo, che li porta a sposarsi in tribunale il 9 febbraio 1980, durante il dibattimento, e ad avere una figlia, Rose Bundy, che, divenuta adulta sceglierà di vivere nell'anonimato, cambiando nome. Alcuni critici cinematografici, compresi Matteo Regoli di everyeye.it, Brooke Bajgrowicz di Screen Rant, e i siti Award&Shows, Flickchart, Tfipost.com e altri, considerano questa una delle migliori interpretazioni dell'attrice, inserendo spesso il titolo tra i primi dieci film da vedere per apprezzare le capacità recitative dell'attrice. Nel'agosto 2019 esce il film horror diretto da Alexandre Aja, Crawl - Intrappolati (Crawl), in cui Kaya Scodelario interpreta il ruolo dell'aspirante nuotatrice Haley Keller, al fianco di Barry Pepper.
Nel 2020 è protagonista della miniserie televisiva su Netflix Spinning Out in cui interpreta il ruolo di Kat Baker, una pattinatrice sul ghiaccio professionista affetta da un disturbo bipolare. Nel 2021 ottiene il ruolo dell'eroina Claire Redfield nel film reboot Resident Evil: Welcome to Raccoon City, basato alla serie di videogiochi della Capcom, diretto da Johannes Roberts. Nel 2022 interpreta Marie-Josèphe, immaginaria figlia di Luigi XIV, nel film The King's Daughter, recitando insieme a Pierce Brosnan e William Hurt per la regia di Sean McNamara. Nel 2024 è protagonista della serie tv Netflix The Gentlemen.

## Vita privata
Kaya Scodelario frequenta il suo co-protagonista in Skins, Jack O'Connell, per almeno un anno fino alla rottura fra i due avvenuta a giugno del 2009, al termine della quale resta comunque in buoni rapporti con l'ex.
In seguito, ha una relazione con l'attore Elliott Tittensor dalla fine del 2009 all'inizio del 2014. Durante la loro relazione, nel 2010, è insieme a Tittensor sia quando quest'ultimo causa un incidente stradale a Londra mentre guidava un'auto non assicurata, sia quando l'attore sarà aggredito da uno sconosciuto, al termine dell'udienza in tribunale relativa all'incidente.
Nel dicembre 2015 si sposa con l'attore statunitense Benjamin Walker per il quale cambierà il suo cognome in Scodelario-Davis (il nome per esteso del marito è Benjamin Walker Davis).  Il 1º dicembre 2016 nasce il loro primo figlio. Vivono attualmente in Nuova Zelanda. Nell'ottobre 2017, prendendo parte al Movimento #MeToo, dichiara di aver subito molestie sessuali 13 anni prima. Il 18 settembre 2021 annuncia di aspettare il suo secondo figlio e l’8 gennaio 2022 dà alla luce una bambina. A febbraio 2024 l'attrice conferma la separazione da Benjamin Walker.

## Agenzie
- CAA, Los Angeles[57]

## Filmografia

### Cinema
- Moon, regia di Duncan Jones (2009)
- Scontro tra titani (Clash of the Titans), regia di Louis Leterrier (2010)
- Shank, regia di Mo Ali (2010)
- Cime tempestose (Wuthering Heights), regia di Andrea Arnold (2011)
- Twenty8k, regia di David Kew e Neil Thompson (2012)
- Now Is Good, regia di Ol Parker (2012)
- Spike Island, regia di Mat Whitecross (2012)
- La verità su Emanuel (Truth About Emanuel), regia di Francesca Gregorini (2013)
- Walking Stories, regia di Luca Guadagnino - cortometraggio (2013)
- Maze Runner - Il labirinto (The Maze Runner), regia di Wes Ball (2014)
- A Plea for Grimsby, regia di Preston Thompson - cortometraggio (2015)
- Tiger House, regia di Thomas Daley (2015)
- Maze Runner - La fuga (Maze Runner: The Scorch Trials), regia di Wes Ball (2015)
- Pirati dei Caraibi - La vendetta di Salazar (Pirates of the Caribbean: Dead Men Tell No Tales), regia di Joachim Rønning ed Espen Sandberg (2017)
- Maze Runner - La rivelazione (Maze Runner: The Death Cure), regia di Wes Ball (2018)
- Ted Bundy - Fascino criminale (Extremely Wicked, Shockingly Evil and Vile), regia di Joe Berlinger (2019)
- Crawl - Intrappolati (Crawl), regia di Alexandre Aja (2019)
- Resident Evil: Welcome to Raccoon City, regia di Johannes Roberts (2021)
- The King's Daughter, regia di Sean McNamara (2022)
- Don't Make Me Go, regia di Hannah Marks (2022)
- This Christmas, regia di Chris Foggin (2022)

### Televisione
- Skins – serie TV, 26 episodi (2007-2013)
- True Love, regia di Dominic Savage – miniserie TV, episodi 1x03-1x05 (2012)
- Southcliffe, regia di Sean Durkin – miniserie TV, 4 episodi (2013)
- Spinning Out – serie TV, 10 episodi (2020)
- Un cavallo per la strega (The Pale Horse), regia di Leonora Lonsdale – miniserie TV, 2 episodi (2020)
- The Gentlemen – serie TV, 8 episodi (2024)
- Senna, regia di Vicente Amorim e Julia Rezende – miniserie TV (2024)

### Videoclip
- Plan B Stay Too Long (2009)
- Plan B She Said (2010)
- The Ruskins Old Isleworth (2010)
- Plan B Love Goes Down (2010)
- Plan B Writing's On The Wall (2011)
- Robbie Williams Candy (2012)

## Riconoscimenti
- Festival della televisione di Monte Carlo
  - 2008 - Candidatura alla miglior attrice in una serie drammatica per Skins
  - 2010 - Candidatura per la miglior attrice in una serie drammatica per Skins
- Teen Choice Awards
  - 2015 - Candidatura alla miglior attrice in un film d'azione per Maze Runner - Il labirinto[58]
  - 2016 - Candidatura alla migliore attrice in un film d'azione/avventura per Maze Runner - La fuga[59][60]
  - 2017 - Candidatura alla miglior attrice in un film d'azione per Pirati dei Caraibi - La vendetta di Salazar[61]
  - 2018 - Candidatura alla miglior coppia per Maze Runner - La rivelazione[62]
- TV Quick Awards
  - 2009 - Candidatura alla miglior attrice per Skins[63]
  - 2010 - Candidatura per la miglior attrice per Skins

## Doppiatrici italiane
Nelle versioni in italiano delle opere in cui ha recitato, Kaya Scodelario è stata doppiata da:
- Letizia Ciampa in Skins, Maze Runner - Il labirinto, Maze Runner - La fuga, Maze Runner - La rivelazione, Spinning Out, Un cavallo per la strega, Resident Evil: Welcome to Raccoon City, The Gentlemen
- Rossa Caputo in Pirati dei Caraibi - La vendetta di Salazar
- Elena Fiorenza in Ted Bundy - Fascino criminale
- Giulia Franceschetti in Crawl - Intrappolati
- Erica Necci in Moon
- Valentina Favazza in Senna